# Les Quatre Fils de Katie Elder
Pour plus de détails, voir Fiche technique et Distribution.
Les Quatre Fils de Katie Elder (titre original : The Sons of Katie Elder) est un film américain réalisé par Henry Hathaway, sorti en 1965.

## Synopsis
En 1898 à Clearwater (en), au Texas, les quatre fils de Katie Elder se retrouvent pour les funérailles de leur mère. Ils découvrent que celle-ci vivait dans la pauvreté et que leur père, assassiné, avait perdu aux cartes le ranch familial, au profit de Morgan Hastings. Les trois plus âgés des Elder ont la gâchette facile, surtout le cadet Tom, recherché par la loi. Le benjamin, Bud, voudrait suivre leur « exemple », alors que sa mère aurait souhaité qu'il fasse des études. Les circonstances de la cession du ranch familial restant obscures et Hastings ayant embauché un homme de main, Curley, pour éliminer John, l'affrontement devient inévitable.

## Fiche technique
- Titre original : The Sons of Katie Elder
- Titre français : Les Quatre Fils de Katie Elder
- Réalisation : Henry Hathaway
- Scénario : William H. Wright, Allan Weiss et Harry Essex, d'après une histoire de Talbot Jennings
- Photographie : Lucien Ballard
- Direction artistique : Hal Pereira et Walter Tyler
- Décors : Sam Comer et Ray Moyer
- Costumes : Edith Head
- Musique : Elmer Bernstein
- Montage : Warren Low
- Production : Hal B. Wallis
- Société de production : Hal Wallis Productions
- Société de distribution : Paramount Pictures
- Tournage : du 4 janvier 1965 au mois de mars 1965
- Pays de production :  États-Unis
- Langue originale : anglais
- Genre : Western
- Format : Couleurs (Technicolor) — Noir et blanc — 35 mm — 2,35:1 — Son : Mono
- Durée : 122 minutes
- Dates de sortie : 
  - États-Unis : 23 juin 1965 (Chicago) / 25 août 1965 (New York)
  - France : 21 octobre 1965
- Affiche : Michel Landi (France)

## Distribution
- John Wayne (VF : Jean Martinelli) : John Elder
- Dean Martin (VF : Michel Gudin) : Tom Elder
- Martha Hyer (VF : Anne Carrère) : Mary Gordon
- Michael Anderson Jr. (VF : Pierre Pernet) : Bud Elder
- Earl Holliman (VF : Jacques Degor) : Matt Elder
- Jeremy Slate (VF : Pierre Marteville) : Ben Latta
- James Gregory (VF : Claude Bertrand) : Morgan Hastings
- Paul Fix (VF : Serge Nadaud) : Le shérif Billy Wilson
- George Kennedy (VF : Pierre Collet) : Curley
- Dennis Hopper (VF : Claude D'Yd) : Dave Hastings
- Sheldon Allman (VF : Marcel Bozzuffi) : Harry Evers
- John Litel : Le pasteur
- John Doucette (VF : Jacques Marin) : Hyselman
- James Westerfield (VF : Marcel Lestan) : Mr. Vennar
- Rhys Williams (VF : Alexandre Rignault) : Charlie Striker
- John Qualen (VF : Henri Crémieux) : Charlie Biller
- Strother Martin (VF : Raymond Rognoni) : Jeb Ross
- Percy Helton (VF : René Hiéronimus) : Mr. Peevy
- Karl Swenson (VF : Jean-François Laley) : Doc Isdell
- Rodolfo Acosta (VF : Georges Hubert) : Bondie Adams